# فرودگاه فورت یوکان
فرودگاه فورت یوکان (به انگلیسی: Fort Yukon Airport) یک فرودگاه همگانی بهره‌برداری هوایی با کد یاتا FYU است که یک باند فرود شن دارد و طول باند آن ۱۷۷۱ متر است. این فرودگاه در کشور ایالات متحده آمریکا قرار دارد و در ارتفاع ۱۳۲ متری از سطح دریا واقع شده‌است.